# Crominanza
La crominanza è una proprietà dello spettro di un segnale televisivo che, unita alla luminanza, permette di ricostruire immagini a colori. La sua applicazione pratica è spesso nei sistemi che possono utilizzare terminali sia in bianco e nero sia a colori, quindi tipicamente la televisione.

## Descrizione
Per permettere ai televisori in bianco e nero di visualizzare un segnale televisivo destinato ai televisori a colori RGB (Red = rosso, Green = verde, Blue = blu), invece che trasmettere per ogni linea questi tre colori primari, le informazioni vengono trasmesse separatamente (video a componenti) secondo il seguente schema:
- i valori di luminanza (Y), che rappresentano l'intensità di luce complessiva dell'immagine (cioè la somma dei tre colori primari),
- i valori di differenza dal colore blu (Cb),
- i valori di differenza dal colore rosso (Cr).

dando vita ad un segnale YCbCr a volte detto impropriamente anche segnale YUV.
In questo modo un televisore in bianco e nero, pur ricevendo tutti e tre i segnali, utilizza solo il primo, quello di luminanza, ignorando gli altri due; al contrario, un televisore a colori utilizza i segnali del rosso e del blu trasmessi, e ne ricava il verde, sottraendo al segnale di luminanza le informazioni su rosso e blu.
Nelle seguenti formule, viene riassunto il modo di ottenere i tre colori a partire dalla luminanza e dalle due crominanze:
{\displaystyle Y=\mathrm {Blu} +\mathrm {Rosso} +\mathrm {Verde} }
{\displaystyle C_{b}=\mathrm {Blu} -Y}
{\displaystyle C_{r}=\mathrm {Rosso} -Y}

## Sottocampionamento
Poiché l'occhio umano è più sensibile alla luminanza che alla crominanza è possibile adottare tecniche di sottocampionamento della crominanza attuando cioè una forma di codifica di sorgente o compressione dati dell'immagine a colori da trasmettere abbassando il bit-rate (banda) complessivo.